# Klosterwinkel
Klosterwinkel is een plaats in de Oostenrijkse gemeente Kloster in Stiermarken, en telt 138 inwoners (2001).